# Jana Herzen
Jana Herzen est une autrice compositrice-interprète influencée par les musiques folk, musiques du monde, rock et jazz.
Elle est la fondatrice de la maison de disque Motéma Music à Harlem, qui s'est spécialisée dans le jazz et les musiques du monde.
Parmi les artistes de son label, on peut citer Gregory Porter, Ginger Baker, Monty Alexander, Kellylee Evans, Randy Weston, Charnett Moffett, Geri Allen, Lynne Arriale, Rufus Reid, Marc Cary, Jean-Michel Pilc, Lakecia Benjamin et René Marie.
Le terme Motéma signifie cœurs en lingala.